# Кішково (Західнопоморське воєводство)
Кішково (пол. Kiszkowo) — село в Польщі, у гміні Бендзіно Кошалінського повіту Західнопоморського воєводства.
Населення — 257 осіб (2011).

## Демографія
Демографічна структура станом на 31 березня 2011 року:
|          | Загалом | Допрацездатний вік | Працездатний вік | Постпрацездатний вік |
| -------- | ------- | ------------------ | ---------------- | -------------------- |
| Чоловіки | 128     | 33                 | 89               | 6                    |
| Жінки    | 129     | 29                 | 87               | 13                   |
| Разом    | 257     | 62                 | 176              | 19                   |